# 崑ちゃん捕物帳
『崑ちゃん捕物帳』（こんちゃんとりものちょう）は、1961年1月21日から同年10月28日までよみうりテレビ制作・日本テレビ系列の毎週土曜18:15 - 18:45（JST）に放送された時代劇コメディ番組である。全41回。ハウス食品工業（現：ハウス食品）の一社提供。

## 概要
同局放送の『頓馬天狗』で人気を上げた大村崑を再び主演にした時代劇コメディ。大村は「なんでも崑助」（なんでもこんすけ）と「近眼崑四郎」（きんがんこんしろう）の二役を演じる。また助演者は『頓馬天狗』からのスライド出演者が多く、脚本も『頓馬天狗』の花登筺が担当している。

## 出演者
- なんでも崑助／近眼崑四郎：大村崑
- 芦屋雁之助
- 芦屋小雁
- 三浦策郎
- 小原新二
- 春日井真澄
- 柴田昭彦

ほか

## 脚本
- 花登筺

## コミカライズ
- 「原作：花登筺、漫画：前川かずお」名義で、「週刊少年サンデー」（小学館刊）の1961年6号から同年36号まで連載された。

## その後のNTVハウス食品提供枠
- 当番組が終了後、この枠で海外ドラマ『モーガン警部』（再）の提供を初期まで担当、1958年に福助足袋（現：福助株式会社）に代わって担当した『素人のど競べ』以来、4年間継続した日本テレビのハウス食品一社提供枠は中断した。
- 次に日本テレビでハウス食品一社提供番組が放送されるのは、1964年9月13日開始の『歌のフルハウス』（日曜19:00）、よみうりテレビ制作では1965年6月21日開始の『青春歌謡ショー』（月曜19:00）からである。

## 参考資料
- テレビドラマデータベース
- 日本テレビ放送網株式会社社史編纂室 編『大衆とともに25年 沿革史』日本テレビ放送網、1978年8月28日、436 - 451頁。NDLJP:11954641/234。